# Balkon (trein)
Het balkon is het deel van een reizigerstrein waar de reizigers in- en uitstappen.
| De oudste personenrijtuigen en trams hebben een echt balkon aan de beide uiteinden. Dit balkon ziet er net zo uit als een balkon aan een huis. Het is in de open lucht en de deur tussen het balkon en het compartiment is dus een buitendeur. Het balkon wordt tijdens de rit opzij met kettinkjes of een hekje afgesloten. |
| Ook veel klassieke autobussen hebben een dergelijk balkon aan de achterzijde. |
| Bij latere rijtuigen werd het balkon overdekt, en het hekje werd een echte deur. Er is nu niet veel gelijkenis meer met het balkon aan een huis. Dergelijke rijtuigen komen thans nog veel voor, vooral op langere trajecten.                                                                                                |
| Bij modernere treinen, vooral op kortere trajecten, bevindt het balkon zich vaak niet meer aan de uiteinden van de rijtuigen maar in het midden. Van echte balkons is nu geen sprake meer, maar de naam balkon blijft gehandhaafd. Door reizigers wordt zo'n balkon ook wel aangeduid als halletje.                          |
| Sommige treinen op kortere afstand, met name treinstellen, hebben nauwelijks nog balkons. Wie instapt komt meteen in de passagiersruimte. |